# Persone di nome Brent
| Questa pagina contiene informazioni ricavate automaticamente dalle voci biografiche con l'ausilio del template Bio e di un bot. L'aggiornamento è periodico e automatico e ricostruisce completamente la pagina. Se manca una persona in questa lista, sei pregato di non aggiungerla, ma accertati piuttosto che la sua voce biografica contenga il template Bio e che i dati anagrafici siano correttamente compilati. Se il template Bio manca, inseriscilo tu stesso o, in alternativa, metti l'avviso {{tmp\|Bio}} che ne segnala la mancanza. Se i dati riportati sono sbagliati, correggi direttamente la voce biografica; le modifiche saranno visibili in questa lista entro pochi giorni. Per chiarimenti vedi il progetto antroponimi. La lista contiene solo le 56 persone che sono citate nell'enciclopedia e per le quali è stato implementato correttamente il template Bio. Pagina aggiornata al 7 feb 2025. |

Questa è una lista di persone presenti nell'enciclopedia che hanno il nome Brent, suddivise per attività principale.

## Allenatori di calcio(1)
- Brent Goulet, allenatore di calcio, ex calciatore e ex giocatore di calcio a 5 statunitense (Cavalier, n. 1964)

## Allenatori di hockey su ghiaccio(1)
- Brent Sutter, allenatore di hockey su ghiaccio, dirigente sportivo e ex hockeista su ghiaccio canadese (Viking, n. 1962)

## Allenatori di pallacanestro(2)
- Brent Barry, allenatore di pallacanestro, dirigente sportivo e ex cestista statunitense (Hempstead, n. 1971)
- Buzz Williams, allenatore di pallacanestro statunitense (Greenville, n. 1972)

## Astronauti(1)
- Brent Jett, ex astronauta statunitense (Pontiac, n. 1958)

## Atleti paralimpici(1)
- Brent Lakatos, atleta paralimpico canadese (Dorval, n. 1980)

## Attori(10)
- Brent Barrett, attore e tenore statunitense (Quinter, n. 1957)
- Brent Briscoe, attore statunitense (Moberly, n. 1961 - Burbank, † 2017)
- Brent Carver, attore e cantante canadese (Cranbrook, n. 1951 - Cranbrook, † 2020)
- Brent Huff, attore, sceneggiatore e regista statunitense (n. 1961)
- Brent Jennings, attore statunitense (Little Rock, n. 1951)
- Brent Kinsman, attore statunitense (Los Angeles, n. 1997)
- Brent Morin, attore statunitense (South Windsor, n. 1986)
- Brent Sexton, attore statunitense (St. Louis, n. 1967)
- Brent Spiner, attore statunitense (Houston, n. 1949)
- Brent Stait, attore canadese (Snow Lake, n. 1959)

## Bassisti(1)
- Brent Harding, bassista statunitense (Columbus, n. 1967)

## Batteristi(1)
- Brent Smedley, batterista statunitense (Alexandria, n. 1971)

## Calciatori(6)
- Brent Fisher, ex calciatore neozelandese (Christchurch, n. 1983)
- Brent Kallman, calciatore statunitense (Omaha, n. 1990)
- Brent Lepistu, calciatore estone (Tallinn, n. 1993)
- Brent McGrath, ex calciatore australiano (Sydney, n. 1991)
- Brent Rahim, ex calciatore trinidadiano (Diego Martin, n. 1978)
- Brent Sancho, ex calciatore trinidadiano (Port of Spain, n. 1977)

## Cantanti(1)
- Brent Smith, cantante statunitense (Knoxville, n. 1978)

## Cestisti(5)
- Brent Arrington, ex cestista statunitense (Baltimora, n. 1992)
- Brent Carmichael, ex cestista statunitense (Moline, n. 1961)
- Brent Dabbs, ex cestista statunitense (Peekskill, n. 1967)
- Brent Darby, cestista statunitense (River Rouge, n. 1981 - Detroit, † 2011)
- Brent Scott, ex cestista e allenatore di pallacanestro statunitense (Jackson, n. 1971)

## Chitarristi(1)
- Brent Muscat, chitarrista statunitense (Hollywood, n. 1967)

## Ciclisti su strada(2)
- Brent Bookwalter, ex ciclista su strada e ciclocrossista statunitense (Albuquerque, n. 1984)
- Brent Van Moer, ciclista su strada belga (Beveren, n. 1998)

## Giocatori di curling(1)
- Brent Syme, giocatore di curling canadese (Kitchener, n. 1956)

## Giocatori di football americano(5)
- Brent Fullwood, ex giocatore di football americano statunitense (St. Cloud, n. 1963)
- Brent Grimes, giocatore di football americano statunitense (Filadelfia, n. 1983)
- Brent Jones, ex giocatore di football americano statunitense (Santa Clara, n. 1963)
- Brent Sexton, ex giocatore di football americano statunitense (Fayetteville, n. 1953)
- Brent Urban, giocatore di football americano canadese (Mississauga, n. 1991)

## Giocatori di poker(1)
- Brent Carter, giocatore di poker statunitense (Oak Park, n. 1948)

## Giornalisti(2)
- Brent Musburger, giornalista, attore e doppiatore statunitense (Billings, n. 1939)
- Brent Renaud, giornalista, fotoreporter e regista statunitense (Memphis, n. 1971 - Irpin', † 2022)

## Hockeisti su ghiaccio(3)
- Brent Burns, hockeista su ghiaccio canadese (Barrie, n. 1985)
- Brent Hughes, ex hockeista su ghiaccio canadese (Bowmanville, n. 1943)
- Brent Seabrook, ex hockeista su ghiaccio canadese (Richmond, n. 1985)

## Musicisti(2)
- Brent Fitz, musicista canadese (Winnipeg, n. 1970)
- Brent Kutzle, musicista, compositore e produttore discografico statunitense (Newport Beach, n. 1985)

## Nuotatori(2)
- Brent Hayden, ex nuotatore canadese (Maple Ridge, n. 1983)
- Brent Lang, ex nuotatore statunitense (n. 1968)

## Pianisti(1)
- Milt Buckner, pianista statunitense (St. Louis, n. 1915 - Chicago, † 1977)

## Rugbisti a 15(1)
- Brent Cockbain, ex rugbista a 15 australiano (Innisfail, n. 1974)

## Sciatori alpini(1)
- Brent McKinlay, ex sciatore alpino canadese (n. 1977)

## Scrittori(1)
- Brent Weeks, scrittore statunitense (n. 1977)

## Tastieristi(1)
- Brent Mydland, tastierista e cantante statunitense (Monaco di Baviera, n. 1952 - Lafayette, † 1990)

## Tennisti(1)
- Brent Haygarth, ex tennista sudafricano (Durban, n. 1967)

## Wrestler(1)
- Brent Albright, ex wrestler statunitense (Louisiana, n. 1978)